# Ђорђе Тасић
Ђорђе Тасић (Врање 7. новембар 1892 — Београд, 26. август 1943) био је српски правник, редовни професор Правног факултета у Београду.

## Биографија
Студије на Правном факултету у Београду завршио је 1919, а докторирао 1920. Од 1920 до 1923. је био доцент на Правном факултету у Суботици, а затим у Љубљани (1923 — 1930). Из Љубљане одлази у Београд где постаје редовни професор Правног факултета.
Предавао је државно право и енциклопедију права. Уређивао је Архив за правне и друштвене науке
1939—41, а био је и оснвач и председник Друштва за социологију и друштвене науке.
По доласку немачких окупатора априла 1941. удаљен је са Универзитета. Као антифашиста ухапшен је од Гестапоа 4. новембра 1941. и држан неко време у логору на Бањици. Други пут је ухапшен од Гестапоа 25. августа 1943. и наредног дана стрељан.
Био је истакнути антидогматичар. Бавио се правно-социолошким анализама акутуелних и сложених проблема државе и права и био је један од истакнутијих овдашњих филозофа права. Поред свог главног дела Увод у правне науке, објавио је велики број радова у домаћим и страним часописима. Истакао се и као иницијатор и организатор социолошких истраживања на терену.